# Galium schneebergense
Galium schneebergense là một loài thực vật có hoa trong họ Thiến thảo. Loài này được Ronniger mô tả khoa học đầu tiên năm 1922.